# فيل باترسون
فيل باترسون (بالإنجليزية: Phil Patterson)‏ (1 يونيو 1973 في نيوزيلندا - ) هو لاعب كرة قدم نيوزلندي في مركز الوسط. شارك مع منتخب نيوزيلندا لكرة القدم.

## وصلات خارجية
- فيل باترسون على موقع قاعدة بيانات كرة القدم.إي يو (الإنجليزية)
- فيل باترسون على موقع ناشيونال فوتبول تيمز (الإنجليزية)